# Cacolaimus papillatus
Cacolaimus papillatus är en rundmaskart som beskrevs av Hans August Kreis 1932. Cacolaimus papillatus ingår i släktet Cacolaimus och familjen Oncholaimidae. Inga underarter finns listade i Catalogue of Life.